# Ödeshögspartiet
Ödeshögspartiet (ÖHGP) var ett lokalt politiskt parti i Ödeshögs kommun. 

## Historik
Partiet bildades 2010 av socialdemokraten Charles Eriksson inför valet samma år, efter en schism med sitt parti. Andersson hade suttit kommunfullmäktige för partiet sedan valet 1973. I kommunalvalet 2010 fick partiet 14,92 % av rösterna vilket motsvarade 511 röster och erhöll därmed fem mandat i kommunfullmäktige.
I valet 2014 fick partiet 9,05 % av rösterna vilket motsvarade 319 röster och tappade från fem till tre mandat i kommunfullmäktige.
I valet 2018 fick partiet 4,27 % av rösterna vilket motsvarade 152 röster och tappade från tre till två mandat i kommunfullmäktige.
I februari 2022 meddelade partiet, och även Miljöpartiet och Feministiskt initiativ att dem samtliga inte skulle ställa upp i valet samma år. Ledaren för FI i Ödeshög, Michael Ernst, bildade sedan ett nytt parti. Genom att ta över Ödeshögspartiet och byta namn på det till Folk & Natur (FN), behövde han inte samla in namnunderskrifter för det nya partiet. Till skillnad från Ödeshögspartiet är Folk & Natur inte tvärpolitiskt, och beskriver sig som ett grönt parti med "en humanistisk och socialistisk samhällssyn". I valet 2022 fick FN 1,67 % av rösterna, vilket var under 2-procentspärren för att komma in i kommunfullmäktige.

## Valresultat
| År   | Röster | %     | Mandat  |
| ---- | ------ | ----- | ------- |
| 2010 | 511    | 14,92 | 5 av 35 |
| 2014 | 319    | 9,05  | 3 av 35 |
| 2018 | 152    | 4,27  | 2 av 35 |